# Шиллейла

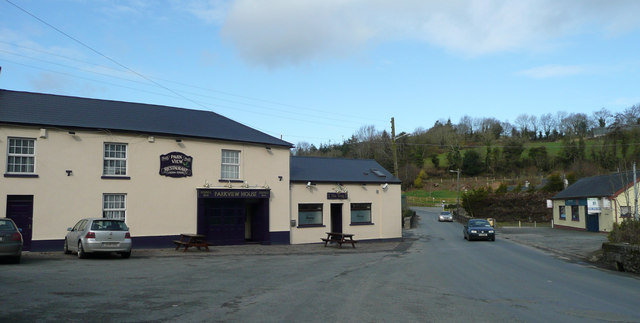
Паб в Шиллейле на

Шиллейла (Шиллелах; англ. Shillelagh; ирл. Síol Éalaigh, «Потомки Эйлаха») — деревня в Ирландии, находится в графстве Уиклоу (провинция Ленстер).
Местная железнодорожная станция была открыта 22 мая 1865 года, закрыта для пассажиров и товароперевозок 24 апреля 1944 года и окончательно закрыта 20 апреля 1945 года.

## Демография
Население — 337 человек (по переписи 2016 года).
| Общие демографические показатели |                |                |                |                |                |
| Всё население                    |                |                |                |                |                |
| 21 апреля 1991                   | 28 апреля 1996 | 28 апреля 2002 | 23 апреля 2006 | 10 апреля 2011 | 24 апреля 2016 |
| 326                              | ↓324           | ↓278           | ↑311           | ↑341           | ↓337           |